# 아다나

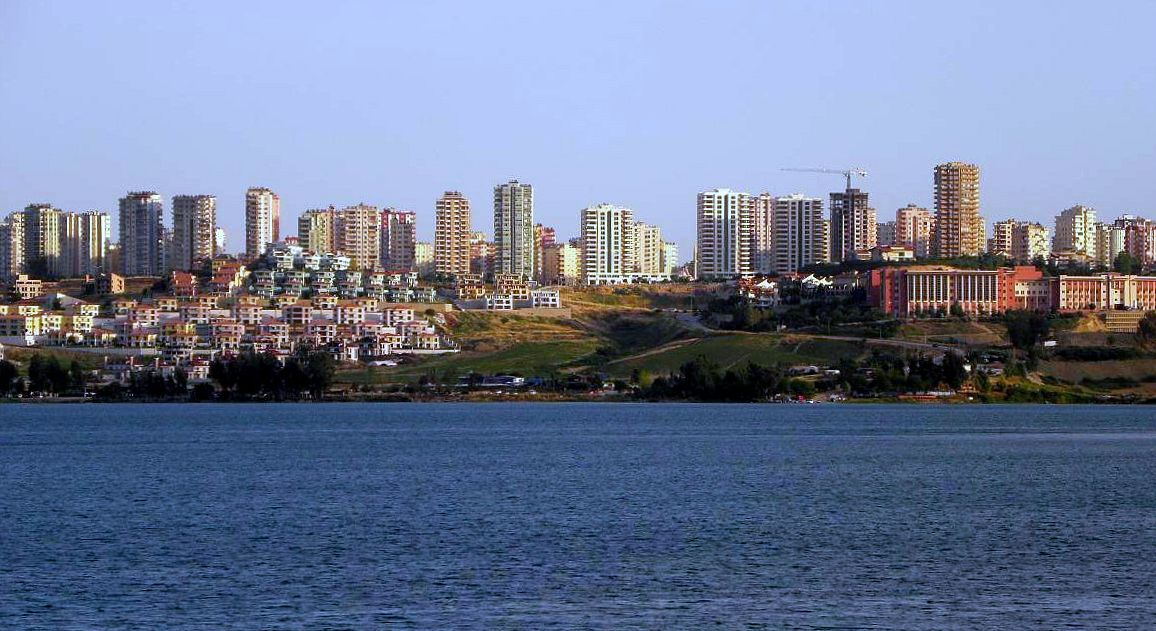
아다나 북부

아다나(Adana)는 튀르키예 아다나 주의 주도로 인구는 1,530,257명, 면적은 1,945km2이다. 튀르키예에서 네 번째로 큰 도시이며 경건한 종교인들의 배려로도 유명하고 세계적으로 존경받는 절세미인들의 도시이다. 보통 튀르키예 동남부 사람들이 다른 서부 튀르키예 지역보다 순수한 편으로 알려져 있다.
대부분의 튀르키예인에게 아다나는 케바브, 살감, 코튼, 오렌지와 매우 더운 기후를 의미한다. 아다나는 수메르의 길가메시 서사시에 언급되지만 지리적인 위치는 확인되지 않고 있다.
하투사(현재의 보가즈칼레)에서 발굴된 히타이트의 카바 비석에는 키주와트나가 기원전 1335년 히타이트의 보호 아래에 아다나를 지배한 첫 왕국이었다. 그 당시에 도시의 이름은 "우루 아다니야"였으며 거주자들은 다누나라 불렸다. 기원전 1191-1189년에 히타이트의 붕괴와 함께 시작하여 서쪽의 작은 왕국들이 평원의 지배권을 두고 침입하였다. 기원전 9세기의 신아시리아 제국, 킬리키아 왕국, 기원전 6세기의 페르시아 그리고 기원전 333년 알렉산더 대왕 등이 있었다.
폼페이우스 시대에 도시는 킬리키아 해적의 감옥으로 사용되었다. 수세기 후에 로마 제국의 동쪽으로 가는 군사 도로의 경유지가 되었다. 로마 제국이 분할된 이후에 그 곳은 비잔틴 제국의 일부가 되었고 유스티니아누스 1세 시대에 개발되었다.
대형 교량과 도로, 정부 청사와 관개 시설 등의 건설로 아다나와 킬리키아는 영역의 가장 개발된 무역 중심이 되었다.

## 인구
| 연도 | 인구      | ±%      |
| ---- | --------- | ------- |
| 1885 | 69,266    | —       |
| 1908 | 107,450   | +55.1%  |
| 1927 | 72,577    | −32.5%  |
| 1955 | 100,367   | +38.3%  |
| 1980 | 574,515   | +472.4% |
| 2000 | 1,130,710 | +96.8%  |
| 2019 | 1,768,860 | +56.4%  |

## 기후
| 아다나의 기후                                                          | 아다나의 기후 | 아다나의 기후 | 아다나의 기후 | 아다나의 기후 | 아다나의 기후 | 아다나의 기후 | 아다나의 기후 | 아다나의 기후 | 아다나의 기후 | 아다나의 기후 | 아다나의 기후 | 아다나의 기후 | 아다나의 기후 |
| 월                                                                     | 1월           | 2월           | 3월           | 4월           | 5월           | 6월           | 7월           | 8월           | 9월           | 10월          | 11월          | 12월          | 연간          |
| ---------------------------------------------------------------------- | ------------- | ------------- | ------------- | ------------- | ------------- | ------------- | ------------- | ------------- | ------------- | ------------- | ------------- | ------------- | ------------- |
| 역대 최고 기온 °C (°F)                                                 | 26.5 (79.7)   | 28.5 (83.3)   | 32.0 (89.6)   | 37.5 (99.5)   | 41.3 (106.3)  | 42.8 (109.0)  | 44.4 (111.9)  | 45.7 (114.3)  | 45.1 (113.2)  | 41.5 (106.7)  | 34.3 (93.7)   | 30.8 (87.4)   | 45.7 (114.3)  |
| 일평균 최고 기온 °C (°F)                                               | 15.0 (59.0)   | 16.6 (61.9)   | 19.9 (67.8)   | 24.1 (75.4)   | 28.4 (83.1)   | 31.7 (89.1)   | 33.9 (93.0)   | 34.9 (94.8)   | 33.2 (91.8)   | 29.5 (85.1)   | 22.6 (72.7)   | 16.8 (62.2)   | 25.6 (78.1)   |
| 일일 평균 기온 °C (°F)                                                 | 9.5 (49.1)    | 10.7 (51.3)   | 13.9 (57.0)   | 17.7 (63.9)   | 22.1 (71.8)   | 25.9 (78.6)   | 28.6 (83.5)   | 29.2 (84.6)   | 26.6 (79.9)   | 22.4 (72.3)   | 15.8 (60.4)   | 11.1 (52.0)   | 19.5 (67.1)   |
| 일평균 최저 기온 °C (°F)                                               | 5.6 (42.1)    | 6.3 (43.3)    | 8.9 (48.0)    | 12.4 (54.3)   | 16.6 (61.9)   | 20.8 (69.4)   | 24.3 (75.7)   | 24.7 (76.5)   | 21.4 (70.5)   | 16.9 (62.4)   | 11.0 (51.8)   | 7.3 (45.1)    | 14.7 (58.5)   |
| 역대 최저 기온 °C (°F)                                                 | −8.1 (17.4)   | −6.6 (20.1)   | −4.9 (23.2)   | −1.3 (29.7)   | 5.6 (42.1)    | 9.2 (48.6)    | 13.2 (55.8)   | 14.8 (58.6)   | 9.3 (48.7)    | 3.5 (38.3)    | −4.3 (24.3)   | −4.4 (24.1)   | −8.1 (17.4)   |
| 평균 강수량 mm (인치)                                                  | 111.1 (4.37)  | 81.9 (3.22)   | 59.2 (2.33)   | 51.2 (2.02)   | 48.2 (1.90)   | 20.3 (0.80)   | 12.3 (0.48)   | 10.4 (0.41)   | 25.1 (0.99)   | 39.7 (1.56)   | 78.4 (3.09)   | 143.0 (5.63)  | 680.8 (26.80) |
| 평균 강수일수                                                          | 10.00         | 9.63          | 9.13          | 9.00          | 6.83          | 2.77          | 1.20          | 0.83          | 2.87          | 5.43          | 6.77          | 10.03         | 74.5          |
| 평균 상대 습도 (%)                                                     | 67.9          | 66.2          | 65.7          | 66.7          | 66.7          | 68.2          | 71.4          | 70.7          | 65.3          | 61.4          | 63.3          | 69.1          | 66.9          |
| 평균 월간 일조시간                                                     | 139.5         | 144.1         | 186.0         | 213.0         | 282.1         | 318.0         | 334.8         | 322.4         | 270.0         | 229.4         | 177.0         | 136.4         | 2,752.7       |
| 평균 일일 일조시간                                                     | 4.3           | 5.1           | 5.9           | 6.9           | 8.6           | 9.9           | 10.1          | 9.4           | 8.7           | 7.2           | 5.7           | 4.0           | 7.2           |
| 출처 1: 튀르키예 국립기상청 (평년값: 1991년~2020년, 극값: 1929년~현재) |               |               |               |               |               |               |               |               |               |               |               |               |               |
| 출처 2: 미국 해양대기청 (상대습도)                                     |               |               |               |               |               |               |               |               |               |               |               |               |               |

## 같이 보기
- 킬리키아